# 近くへ行きたい
「近くへ行きたい」（ちかくへいきたい）は、フジテレビ製作のバラエティ番組『めちゃ×2イケてるッ!』で放送されている、日本テレビ系『遠くへ行きたい』（読売テレビ（ytv）制作）の旅番組パロディコーナーである。
視聴率はビデオリサーチ社関東地区調べ。

## 概要
コンセプトは「ハゲと出っ歯のぶらり旅」で、岡村隆史扮する「ハゲ」（ハゲ隠しに帽子をかぶっている）と矢部浩之扮する「出っ歯」のコンビが「お忍び」と称して東京近郊を人知れず旅をする（しかし行く先々で写真を撮られたり握手を求められたりしており、もはやお忍びではない）。
このハゲと出っ歯のキャラクターは、岡村オファーがきましたシリーズのゴルフ企画（2005年10月18日放送）でナインティナインの2人が横峯さくらの出場するゴルフの大会を観戦する際に行った「変装」が元である。なお矢部が異常な出っ歯なのは、この変装（大会観戦時）の際、矢部の出っ歯が発注ミスで予定よりでかい状態ではめることになってしまったためである。この時のキャラクターが好評であったため、当コーナーの誕生へと繋がった。
当初は『遠くへ行きたい』とは違いハイビジョンロケではなかったが、2006年12月2日以降めちゃイケがハイビジョン化されたことでこのコーナーもハイビジョンロケとなった（本家の『遠くへ行きたい』は2005年10月からハイビジョンロケとなっている）。

## 内容

### 第1回・下北沢（2006年4月22日放送、18.9%）
- 矢部はこの回の終了間際に「（楽な企画だから、この企画が視聴率20%並だったら）毎週やりたい」とコメントした。実際の関東地区の視聴率は18.9%と、20%並の視聴率を獲得した（ビデオリサーチ調べ）。
- 途中立ち寄ったメガネ屋で、つじあやのがフィーチャーされる（後述）。

### 第2回・自由が丘（2006年7月22日放送、18.4%）
- やべっち寿司で矢部が考案したものとよく似たメニューを出している飲食店を発見、「（やべっち寿司側が）盗作された」として（当時世間的に騒がれていた絵画の盗作疑惑を皮肉ったもの）試しにこのメニューを注文したが、実はこの店の方がはるかに早くメニュー化していたことが判明しその場で謝罪。
- 衣装につじあやの缶バッジが付けられる。
- ぬいぐるみの店で、自分達のぬいぐるみを作ってもらう。作成に2ヶ月かかるため持ち帰れず。当初、視聴者プレゼントだったが、応募のハガキが無かったのか、スポット紹介の場面に使われている。
- 本コーナーとは全く関係はないが、めちゃイケのメンバーであった極楽とんぼ・山本圭壱の降板直後に放送されたのがこの回のこの企画であった。

### 第3回・お台場（2006年11月4日放送、16.5%）
- 横峯良郎がゲストとして参加。
- レンタルドッグで犬を借りて、浜辺を散歩する、横峯が借りた犬の名前はさくら、矢部の借りた犬の名前は瞳（ひとみ）、岡村の借りた犬の名前はアルパチーノ。
- コーナーの最後に岡村が「涙の最終回」と発言し横峯にツッコまれる。

### 第4回・吉祥寺（2007年1月27日放送、18.8% ）
- オープニングで岡村がヤンキースの帽子を被った男性を見た時に「こっち行きましょうニューヨークヤンキースの方」と言ってしまい矢部に突っ込まれていた。
- 井の頭恩賜公園では大道芸人（東京都公認）のバルーンアートに興奮し、2人が風船ふくらましに挑戦するも大苦戦。またカップルで乗ると別れるという都市伝説を検証するため公園内の池のボートに乗船するも岡村が仕事放棄してしまい大ゲンカとなる。
- 昼食は昼12時から営業しているという焼鳥屋「いせや」で焼鳥・焼売・ビールを堪能。そして岡村はここでも仕事放棄。
- 井の頭自然文化園では動物とメリーゴーラウンドを堪能するも「芸人として不完全燃焼」（岡村談）。
- 2人が上京したての頃に深夜のCMで見たという洋服店「パリス吉祥寺」で2個10000円の福袋など大量の服とカバン（総額37286円）を購入。それらのほぼ全てをマリコさん（制作デスク・斉藤真理子）、ブースカ（AP・大平智恵）、ハルさん（メイク・春山輝江）にプレゼント。
- 夕食は[1]バイキング形式のスイーツ（90分1480円）を堪能。矢部はOLから「めっちゃ食べにくそう」「吸ってるスパゲッティ」といじられる。なぜかミスパリス吉祥寺（マリコさん・ブースカ・ハルさん）も一緒に食事。周囲から浮いてしまった。

### 第5回・神楽坂（2007年4月21日放送、16.4%）
サブタイトル『粋な街、神楽坂をゆく。』
- ハゲと出っ歯の衣装が、前回パリス吉祥寺で購入したものに変わった（つじあやの缶バッジは継続して着用）。
- ハゲの「5回も続くとは夢にも思っていませんでしたけど」との言葉に出っ歯が「シンジラレナーイ」と言ってしまい、ハゲにあきれられる。そのトーク中、出っ歯は更に「あい、とぅいまてん。」とも言ってしまい、あまりの緊張感の無さに「お前、1回ロケバス戻るか?」とますますあきれられる。
- 拝啓、父上様のロケ地として有名な喫茶店で、ドラマのワンシーンに倣って筆談を始めるも、内容のくだらなさとテンポの悪さに出っ歯が耐え切れなくなり終了させる。
- 神楽坂飯店で大食いにチャレンジする際、出っ歯の付け歯を外すことをハゲが初めて許可した。出っ歯が「ジャンボ餃子」を、中嶋プロデューサーは「一升チャーハン」（途中でギブアップしたため、ナインティナインのマネージャーの坪倉大輔がほとんど食べた）を、ハゲは普通の餃子をそれぞれ注文した。
- 神社でおみくじ。出っ歯は吉、ハゲは小吉を引いたが、その後無念にも雨に降られる。
- 「スチュワーデス倶楽部」でパリス3姉妹（神楽坂シスターズ。マリコさん、ブースカ、ハルさん）をコーディネイト。
- ナインティナインが初の芸者遊びを体験。ハゲは「おまわりさん」がお気に入りらしく、「めちゃイケのコーナーにしたいな」と語っていた。
  - その後「おまわりさん」は、めちゃバケのいちアトラクションにもなり、中嶋Pと来場客が遊ぶシーンも放送されている。
  - さらに、岡村オファーがきましたシリーズでは、EXILEのパフォーマーがそれぞれかっこいい「おまわりさん」を披露していたが、社長（HIRO）だけは普通に「おまわりさん」をやっていた。

### 第6回・中目黒（2007年8月25日放送、15.4%）
サブタイトル『猛暑の中目黒をゆく。』
- 撮影前、衣装のチョッキをスタッフが忘れる大失態。ハゲがひちょり似の照明スタッフを気に入り、所々でいじる。出っ歯は前回に続き「シンジラレナーイ」発言。
- 野菜スイーツカフェ[2] 中目黒店でジャガイモの「モンブラン☆クイーン」など試食。来店した有名人を店員に尋ねたところ久本雅美や桑田佳祐と答えたのを受け、ハゲが出っ歯に桑田佳祐の曲を歌うよう無茶振り。
- 帽子屋で出っ歯帽子コレクション。結局買ったかえる柄の帽子は犬用だったが、出っ歯はその後もかぶっていた。
- イエローハット青葉台店で、車に興味のないハゲは携帯電話充電器だけを買ったが、車好きの出っ歯はベンツの本など数点を衝動買い。
- 八幡神社で再びおみくじを引く。ハゲは大吉で「いきなり待ち人がくる」の暗示、出っ歯は中吉で「待ち人：遅く来る」。
- 立ち寄った自転車店の協力を得て伝説のメッセンジャー横田が復活するも、登場シーンでカメラ前を通行人に横切られる。
- スリランカ料理のレストラン[3] に立ち寄ったところ、来店していたアントン・ウィッキーを発見。その後、近くにジンギスカン料理店を開いている加藤浩次が「俺の店でもロケしろ」と駆けつけてきた。加藤がジンギスカンブームに乗っかって店を開いたということについて、ここの店長は「ブームハダメネ」と言っている。

### 第7回・中野 （2007年12月1日放送、14.5%）
サブタイトル『芸人の街 中野をゆく。』
- ロケ日が水曜日であり、水曜のみ営業の製菓専門学校の実習用店舗にてシュークリームなどを購入し店頭で食べる。
- 中野ブロードウェイでかつてのナインティナインのテレホンカードを発見。
- 中野ブロードウェイで出っ歯、ベンツのミニカーに見とれているうちに置いてけぼりを喰らう。
- 中野ブロードウェイの時計店でカンニング竹山を発見。竹山の案内で地下のアイス店で8段ソフトクリームを試食。アイス店店主には向かいにあるライバル店のアイスを試食させる。

### 第8回・渋谷（2008年6月28日放送、10.3%）
サブタイトル『東幹久と渋谷をゆく。』
- 渋谷生まれ・渋谷育ち[4]の東幹久が旅に同行した。東は春のイケメン期末テストで元カノの20年前の写真を公開されそうになったが、今回もその写真を岡村に公にされそうになり、その都度その写真を奪っていた。画面にはモザイク入りでその写真が表示されていた。
- 渋谷の道で営業していた店でトルコ料理・ケバブを買って食べる。東は岡村から「割引券が入ってたんちゃいます?」と言われ財布の中を探すが、岡村は「あっ、こっちに入ってた、割引券。」とズボンのポケットから東の元カノ写真を出す。東はそれをすぐに奪ったが、この時東は岡村に「（写真を）何個持ってる?」と聞いていた。
- メンズエステ・エルセーヌでは、フェイシャルスリムコースを体験する。ここでは、肌の汚れを落としたりマッサージをされたりするが、頬のマッサージは3人ともとても痛そうにしていた。マッサージ後のフェイスパックでは、東が岡村にパックの上から油性ペンで落書きをされ怖い顔になっていた。東がパックをとった後、岡村から元カノの写真を目の前に出されすぐに奪った。
- NHKスタジオパークでは、岡村と東が連続テレビ小説・おしんの有名シーンのアフレコに挑戦したり、東がニュースアナウンサーに挑戦したりした。アナウンサー挑戦のくだりでは、まず用意されていた原稿を日本語で伝えた後、イケメン期末テストで39点だった英語で伝えるよう促され、日本語の時とは比べようのないぐだぐだな感じで喋っていた。さらにその後、岡村のとっさの思いつきでフランス語でも行うことになるが、ここでもぐだぐだな感じだった。最後にNHK側からプレゼントが渡されるが、その中身は元カノの写真だった。そのプレゼントをスタジオパークに来ていた子供から「ちょうだい」と言われていたが、「これはアカン」「これだけはごめんね」と断っていた。
- 東の小・中学校の時の先輩が経営する中華料理店で夕食をとる。ここでも岡村が東の元カノの写真を取り出そうとしてすぐに奪った。その後、先輩が東の青春時代の話をしようとするが、東はその内容を先に聞いて「なんでそれを言おうとしてるの！」と怒っていた。
- 東は終始ビリヤードをやりたいと言っていて、その都度無視されていたが、最後の訪問先としてビリヤード場へ行く。東はプロともやったことがあると自慢していたが、あまり格好いいところを見せることができず、最後はやはり元カノの写真でいじられていた。

### 第9回・三軒茶屋（2009年3月14日放送、14.7%）
サブタイトル『小栗旬と夜の三軒茶屋をゆく。』
- 小栗旬がゲスト出演。学ランとメガネという格好で、見た目ではほぼ小栗だとわからなくなっていた。
- この回は今までとは違い、最初に収録後の場面から始まり、その日を最初から遡って、収録中と収録後の様子を交互に放送する形式だった。
- 3人で釣堀で釣りをしていた際、出っ歯が付けていた歯を水の中に落としてしまう。その後スペアの歯を着けて収録される。
- バッティングセンターにて、松浦宏明、手塚一志と対面。松浦がピッチャーとなり、バッティングを体験した。
- たまたま近くに住んでいるからという理由で、黒沢かずこ(森三中)が登場（岡村曰く「三茶の女豹」）。これ以降から黒沢は、頻繁に番組に出てくるようになる。
- 小栗の要望で、収録後も居酒屋で朝まで飲み続けていた。

### 第10回・銀座（2009年5月30日放送、11.3%）
サブタイトル『郷ひろみと大人の街銀座をゆく。』
- 郷ひろみがゲスト出演。「5」を普通に言う（通常は「GO!」と言う）などお忍びを心掛けるが、新曲「男願 Groove!」が流れるやいなやすぐに踊ってしまい、ハゲと出っ歯につっこまれる。
- 松坂屋銀座店にて試食フルコースを堪能。試食中、「男願 Groove!」がかかるとどうしても踊ってしまうらしく、「お忍び」は完全に無理となった。
- ビックカメラでマッサージチェアーを体験。完全に体を固定されていたため、新曲がかかっても踊れなかった。
- ほんこんが経営するお好み焼き屋「冨くら」で昼食。ハゲはほんこんを完全に「店員」として扱い、ほんこんの怒りを買っていた。また、応援ゲストとして森三中・黒沢が3度目の登場（小栗、中居に続き）。
- 松坂屋屋上のビアガーデンにて夕食。一般客に紛れて食事していたはずだったが、新曲がかかるとステージでダンスを披露した。最終的には、出っ歯を除く全員が完璧なダンスを踊っていた。

### 第11回・新宿（2010年5月15日放送、13.8%）
サブタイトル『マツコとイケメンの街をゆく。』
- マツコ・デラックスがゲスト出演。「幸子の寝室」出演時に恋人がいない悩みを吐露したマツコのために、新宿中のイケメンに会う恋人探しの旅になった。
- 当初は扮装をしていなかったものの、ミッキー吉野（ゴダイゴ）→香川伸行（ドカベン）→武蔵坊弁慶と様々な恰好をさせられる。また、マツコが歩くと疲れるという理由で、北村Dのミニクーパーで移動。
- 途中でマツコがデビュー当時から目を付けていた溝端淳平が出演（『シバトラSP』の番宣も兼ねて）。
- 最後はホストクラブでM（マツコ）-1グランプリを開催し1位に選ばれた人がお持ち帰りのはずだったが寸前で逃げられてしまい、仕方なく辻カメラマンをタクシーに引き込み夜の新宿に消えていった。

### 第12回・東京スカイツリー（2011年4月9日放送、17.1%）
サブタイトル『アッコがおまかせ!でゆく。』
- 和田アキ子がゲスト出演（それに至るまでの経緯はこちらを参照）。放送日翌日が和田の誕生日であることから、それを祝うべく東京スカイツリー周辺にて和田をもてなす旅となった。
- 和田がゲストなのにオープニングの歌詞が「スカイツリー 夢遥か 男旅」になっていた。
- 昼食にて天丼を食べるが、ハゲと出っ歯が大型の海老天丼だったのに対し、和田には「彼女の大きさをオーバーに表現する」つもりだったのか、超ミニサイズの天丼が出された。文句を言う和田に対し、さらに大量のミニサイズ天丼が出された。
- ジャルジャルが人力車を引く、たんぽぽが花やしきのお化け屋敷に登場するなど、新メンバーの紹介も行われた。
- 両国の飲食店にてメンバーが集合し[5]和田の誕生日を祝う中、そこで話題に上がった出川哲朗に和田が電話するも出川は出ず、ハゲの携帯でかけ直し現場まで来るよう指示。到着した出川とハゲが店内にある土俵で相撲をとって結果は仕切り直しを経て出川の勝利。敗れたハゲは敗者の特典で和田宅での2次会が決まっていたので言い訳をして和田に叱られていた。

### 第13回・赤坂（2011年10月8日、16.3%）
サブタイトル『タモリとブラブラゆく。』
- 15周年に相応しいビッグゲストということでNHK総合テレビ『ブラタモリ』（2015年4月から終了までは一部時間帯で裏番組となっていた）の収録中のタモリを襲撃、「20～30分位借りる」とNHKスタッフを説き伏せ連れ出しに成功する。この時、『ブラタモリ』でタモリとコンビを組んでいたNHKアナウンサーの久保田祐佳も短時間ではあるがこちらに出演した（フジテレビ並びに民放全国ネットの番組への初出演である）。
- また、「タモカメ」と「タモリデスク」を借りたり、「ブラタモリ」で使われているCGもふんだんに使用された。
- NHKを尊重してか、テーマソングでは「N～H～K～　ありがとう　タモさんと　ぶらり旅」となっている。
- 赤坂ではタモリデスクを使い「笑っていいとも!」のレギュラー時代を振り返り、さらにハゲの要請で変装した中居正広も登場。14年ぶりに金曜日レギュラー4人が揃った。
- 日曜日のオフィス街ということで人は少ないものの、タモリがロケをしているとツイートされる→パニックになる→ロケが中断する。その心配を回避するために扮装して溢れ出る「タモリ臭」を消すことに。調理師や警備員、ナースといった今日では普段見られないタモリのコスプレを見ることができた（最終的に警備員の格好で落ち着いた）。その後、中居が時間ということで帰ろうと車に乗り込むも、突然熱湯コマーシャルの餌食に。
- TBS本社の敷地ギリギリまで接近し、出っ歯は当時TBSアナウンサーで交際中（後に結婚）だった青木裕子へ愛の叫びをすることに。
- 赤坂から飛び出し、芝公園・東京タワースタジオへ行き、BSスカパー!「開局記念34時間テレビ」休憩中の加藤浩次を訪問。2002年、長女出産の際に、多忙ながらも安産祈願のお守りを書いて貰い、3人の子沢山になったことをタモリに感謝した。
- 赤坂に戻り、老舗ジャズバーにて武田真治と合流。ジャズ好きのタモリのために選曲から考えたジャズを演奏。さらにはタモリのスキャットも入れたアドリブも披露。最後はナイナイが東京に進出したばかりの自分たちを可愛がってくれたタモリに感謝の言葉と同時にエア表彰状を手渡した。

### 第14回・渋谷（2011年11月26日、13.7%）
サブタイトル『KARAと朝から渋谷をゆく。』
- 前回の第13回が好評だったということでわずか1カ月ちょっとの間隔で再び放送されることとなった。
- ゲストはKARA。昼間のロケだと周りがパニックになるということで、早朝6時30分からロケがスタートし、立ち寄る施設は「コネと融通」を利かせて特別に開けてもらった。
- KARAという事と早朝ロケという事でテーマソングは「アニョハセヨ　サランヘヨ　渋谷中　仕込み旅」となっている。
- 若槻千夏がプロデュースする古着店「WC」でショッピング。それぞれ気に入った服を試着するが、カガリDも明らかにサイズが合わないのに試着させられる。
- ハチミツ二郎（東京ダイナマイト）が経営する鍋料理店「Dining二郎」で朝食。鍋が完成していないのに箸を付けたり、無茶な注文をしてハチミツを困らせる。
- ヨシモト∞ホールを貸し切り、COWCOWのネタ「あたりまえ体操（韓国語バージョン）」を観覧。
- タワーレコード渋谷店を訪問。『クロサワ映画2011』宣伝の握手会をする出演者（黒沢、椿鬼奴、オアシズ、コン・テユ）と遭遇。
- 12時には『ミュージックフェア』収録のため、湾岸スタジオにKARAを送り届けた。

## トピック
- 初期は「視聴率次第でいつでも終了するコーナー」という不安定さも笑いの一つであったが、回を重ねるにつれてそのことについての言及が減っている。
- 第1回で立ち寄ったメガネ屋で、つじあやのモデルのサングラスを出っ歯が試着し「つじあやのって誰?」という話題で盛り上がった。その回のエンディングテーマに何故かつじの曲を採用、またその後の第2回以降からも引き続きエンディングテーマとなり、さらに第2回以降から出っ歯がつじの缶バッジを衣装に付けている。ハゲいわく「このコーナーで使用している曲や写真は（本人と連絡が取れないので）無許可」とのこと。※実際の所は不明。
- 食事のシーンで、たまに出っ歯がハゲの目を盗んで付け歯を外そうとすることがあるが、毎度ハゲに見つかり注意されるのがお約束になっている。このお約束を逆手に取ったやりとりも見られる（例：第5回）。
- このコーナーの視聴率や評判が良いとされることに対し、岡村と矢部は収録を進行しながらも「こんな（ゆるい）ロケで良いのか」と困惑することがしばしばある。
- 2007年1月6日に放送された2時間半スペシャル内でも、当コーナーの設定・キャラクターをほぼそのまま流用したコーナーが渋谷道玄坂のマッサージ店（架空。店名「コップンカー」）を主な舞台として放送された。その際のコーナー名は、「近くで抜きたい」。
- 2007年7月15日 - 9月2日、ザ・冒険王の「めちゃ×2バケてるッ!-What's a HORORR we are!-」で近くへ行きたい神社として、第5回・第6回のおみくじや『ハゲと出っ歯の等身大人形』が展示され、6回目のコーナーエンディング後では2007年8月11日に放送された「めちゃイケメンバーが冒険王訪問客ドッキリ」の「近くへ行きたい神社『ハゲ・出っ歯背後から登場』」が再放送された。
- 本家とは異なり行った場所の詳細が示される（本家は旅を楽しんでもらう為、行った場所の詳細は示さない。）。

## 主題歌
- オープニングテーマ：デューク・エイセス「近くへ行きたい」（「遠くへ行きたい」の替え歌）[6]
- エンディングテーマ：つじあやの「君にありがとう」
- コーナー中のBGMには栗コーダーカルテットの音楽が使用されている。